# 崇陵傳信錄
《崇陵傳信錄》為惲毓鼎（1862－1917）所作。惲毓鼎曾任光緒帝起居注官十九年。書中自言感懷皇帝天挺英明欲奮發有所為，但生平遭際困厄，終損天年，後人又多有誤解。因於宣統三年（1911），將所見所聞錄為此書，傳之後世，以告慰先帝。